# Рејлс Ејкерс (Северна Дакота)
Рејлс Ејкерс (енгл. Reiles Acres) град је у америчкој савезној држави Северна Дакота.

## Демографија
По попису из 2010. године број становника је 513, што је 259 (102,0%) становника више него 2000. године.
| Група             | 2000.       | 2010.       |
| Белци             | 250 (98,4%) | 502 (97,9%) |
| Афроамериканци    | 0 (0,0%)    | 1 (0,2%)    |
| Азијати           | 0 (0,0%)    | 4 (0,8%)    |
| Хиспаноамериканци | 0 (0,0%)    | 4 (0,8%)    |
| Укупно            | 254         | 513         |